# International Wader Studies
International Wader Studies est une série monographique publié par l’International Wader Study Group. Plusieurs numéros sont des actes de conférences organisés par la société. Chaque numéro traite d’un aspect particulier de l’écologie ou de l’habitat des limicoles.

## Autres liens
- International Wader Study Group
- SORA : International Wader Studies. Quelques numéros (de 1986 à 2003) sont accessibles gratuitement en format PDF ou DejaVu.